# 民事法律事实

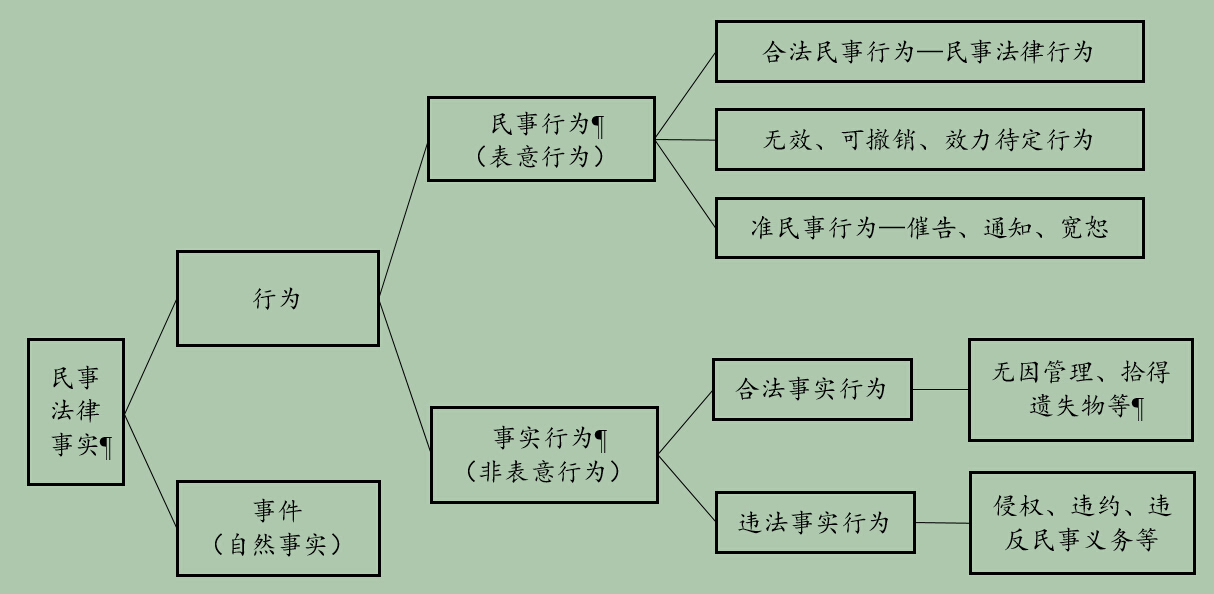

法律事实是指能够产生、变更、消灭民事法律关系的事实，即有法律意义的事实。没有法律意义的事实如做饭、睡觉，只要不影响他人，就只是单纯事实，而非法律事实。民事法律事实包括行为、事件。

## 行为

### 民事行为
“法律行为”在德国法上指合法民事行为。中国与德国对应的概念是民事法律行为。《中华人民共和国民法通则》使用民事行为和民事法律行为两个概念。民事行为是旨在发生民事法律效果的表意行为。表意行为是以产生民事法律效果的意思表示为要素的行为。
民事行为的特征：
- 民事行为是民事主体实施的，因此是私行为。其他主体的行为如裁决、司法裁判也可能产生私法效果，但非民事行为，类如事件。
- 民事行为以发生民事法律效果为目的。民事行为与事实行为可能具有相同动机，但前者以发生民事法律效果为目的，后者无此目的。
- 民事行为以意思表示为要素，无意思表示则无民事行为。

### 事实行为
事实行为是指行为的法律效果由法律直接规定而不由行为人意思决定的行为。事实行为乃非表意行为。非表意不是指行为人没有表示任何意思，而是指行为人的意思表示不为事实构成所涵摄。法律不考虑行为人的意思表示，直接根据行为事实决定其民事法律效果，排除意思自治的效力。如偷窃，当事人表示的意思是侵害他人财产，而不是承担侵权责任；承担侵权责任的效果由法律直接规定。行为人的意思与法律效果可能相同也可能不同，但即使相同，也不是法律效果的原因。当事人表示宽恕的意思是原谅继承人，也可能有恢复继承权的意思；但无论其有无恢复意思，恢复继承权的效果由法律直接规定。无因管理人可能有也可能没有取得补偿的意思，但无论有没有，法律不予考虑，直接根据无因管理的事实规定受益人应予补偿。

## 事件
事件是与当事人意思无关的自然或社会事实，包括：
- 自然事件，如期间届满、地震、水灾等。
- 社会事件，如战争、罢工等。

事件包括可预见的事实，也包括不可预见的事实。